# Nènsuhwe
Nènsuhwe ou lènsuhwe são os ancestrais cultuados como vodum pela linhagem real de Abomei. Nènsuhwe são portanto henuvodum, cujo tóhwyó é Agassu (ao qual, no entanto, é dirigido um culto separado).
São príncipes, princesas e certos dignitários falecidos pertencentes ou ligados à linhagem real, aos quais se incluem mesmo aqueles que não deixaram descendentes diretos como os bebês que não chegaram a ser desmamados e nunca experimentaram sal (mamadùjènu), os fetos abortados (hunbandàn) e as crianças nascidas deformidades (tohossú). Estes últimos possuem um papel muito especial, e o ritual dedicado a eles é o que abre o culto Nènsuhwe, e faz de Zomadonu, chefe dos tohossú, o guardião do bairro real de Abomei. Apenas pessoas de sangue real, ou ligadas por afinidade à família real, podem ser admitidas neste culto e são chamados de Lènsusì.